# Expedition GeForce
Expedition GeForce [ekspɪˈdɪʃn dʒiːfɔːs] (kurz: EGF) im Plopsaland Deutschland in Haßloch ist eine der größten Achterbahnen in Europa und war mit einem Anfangsgefälle von 82 Grad und gleichzeitiger Drehung von 74 Grad um die Längsachse lange Zeit die steilste in Deutschland.
Im Jahr 2004 wurde ein virtueller Nachbau von Expedition GeForce im Computerspiel RollerCoaster Tycoon 3 verwendet.

## Planung und Verwirklichung
Auf der vom Hersteller unter der Produktbezeichnung Mega Coaster vertriebene Bahn beschleunigen die Wagen auf der etwa 1,3 Kilometer langen Strecke auf bis zu 120 km/h (Durchschnittsgeschwindigkeit: 74,6 km/h), wobei Beschleunigungen von bis zu 4,5g (4,5-fache Erdbeschleunigung) und sieben Airtimes (Phasen der Schwerelosigkeit oder Beschleunigung nach unten, im Minimum −1,1g) auf den Körper der Mitfahrer wirken. Die höchste Erhebung der Anlage beträgt 62 m am Anfang der Bahn, davon entfallen 53 m auf die Schienenhöhe und 9 m auf einen oben angebrachten Flaggenmast.
Eröffnet wurde die Bahn zum 30-jährigen Jubiläum des Freizeitparks am 18. Juni 2001. Sie kostete etwa 10 Millionen Euro. Die maximale Kapazität ist 1300 Personen pro Stunde, die mit zwei Wagenzügen und jeweils sieben Wagen für insgesamt 28 Personen erreicht wird. Die Bahn ruht auf 209 Stützen, die bis zu 20 m tief gegründet sind; verarbeitet wurden 1.600 t Beton, 1.300 t Stahl und 38 t Farbe.
Hergestellt wurde die Bahn vom Schweizer Achterbahnbauer Intamin in Zusammenarbeit mit dem Ingenieurbüro Stengel. Das Liftsystem ist baugleich mit dem der amerikanischen Bahn Millennium Force, bei dem die Züge statt mit der sonst üblichen Kette mit einem patentierten, auch „Catch Car“ genannten Stahlseil-Schlitten-System gezogen werden. Bis zur Eröffnung von Silver Star im Europa-Park in Rust (bei Freiburg im Breisgau) war Expedition GeForce die höchste Achterbahn des europäischen Festlands.

## Preise
Die Bahn gewann 2002, 2003, 2004, 2005 und dann wieder 2012 die bekannte Fan-Auszeichnung „Internet Steel Coaster Poll“ und erreichte schon im Eröffnungsjahr 2001, 2006 und 2007 den zweiten Platz der Abstimmung. Im Jahr 2008 erreichte der Mega Coaster den dritten Platz. Bei dem vom amerikanischen Fachmagazin Amusement Today vergebenen Golden Ticket Awards war Expedition GeForce seit 2002 stets unter den acht bestbewerteten Stahlachterbahnen weltweit und die bestbewertete Stahlachterbahn Europas (Stand 2022).

## Besonderes
- Die Besonderheit der Achterbahn ist der um die Herzlinie gedrehte, sehr steile First Drop, bei dem auf den hinteren Sitzplätzen der Züge Schwerelosigkeit zu spüren ist.
- Seit 2008 wird die Achterbahn in einer Werbekooperation mit dem Radiosender bigFM als „bigFM Expedition GeForce“ bezeichnet.[6]
- Der US-Amerikaner Richard Rodriguez stellte 2003 auf der Bahn einen Weltrekord im Dauerachterbahnfahren auf.

## Zwischenfälle
- 2009 riss bei der Expedition GeForce ein Drahtseil. 28 Fahrgäste mussten evakuiert werden.[7]
- Am 28. April 2010 gab es einen Zwischenfall mit mehreren Leichtverletzten wegen eines gebrochenen Achsbolzens, der einen Zug mit 26 Personen auf einem der Hügel in 20 Meter Höhe stoppen ließ.[8][9] Nach 3 Monaten Pause und einer genauen Untersuchung des Zwischenfalls durch TÜV, Hersteller und Staatsanwaltschaft hat die Bahn den Betrieb am 5. August 2010 wieder aufgenommen.[1]

## Bilder

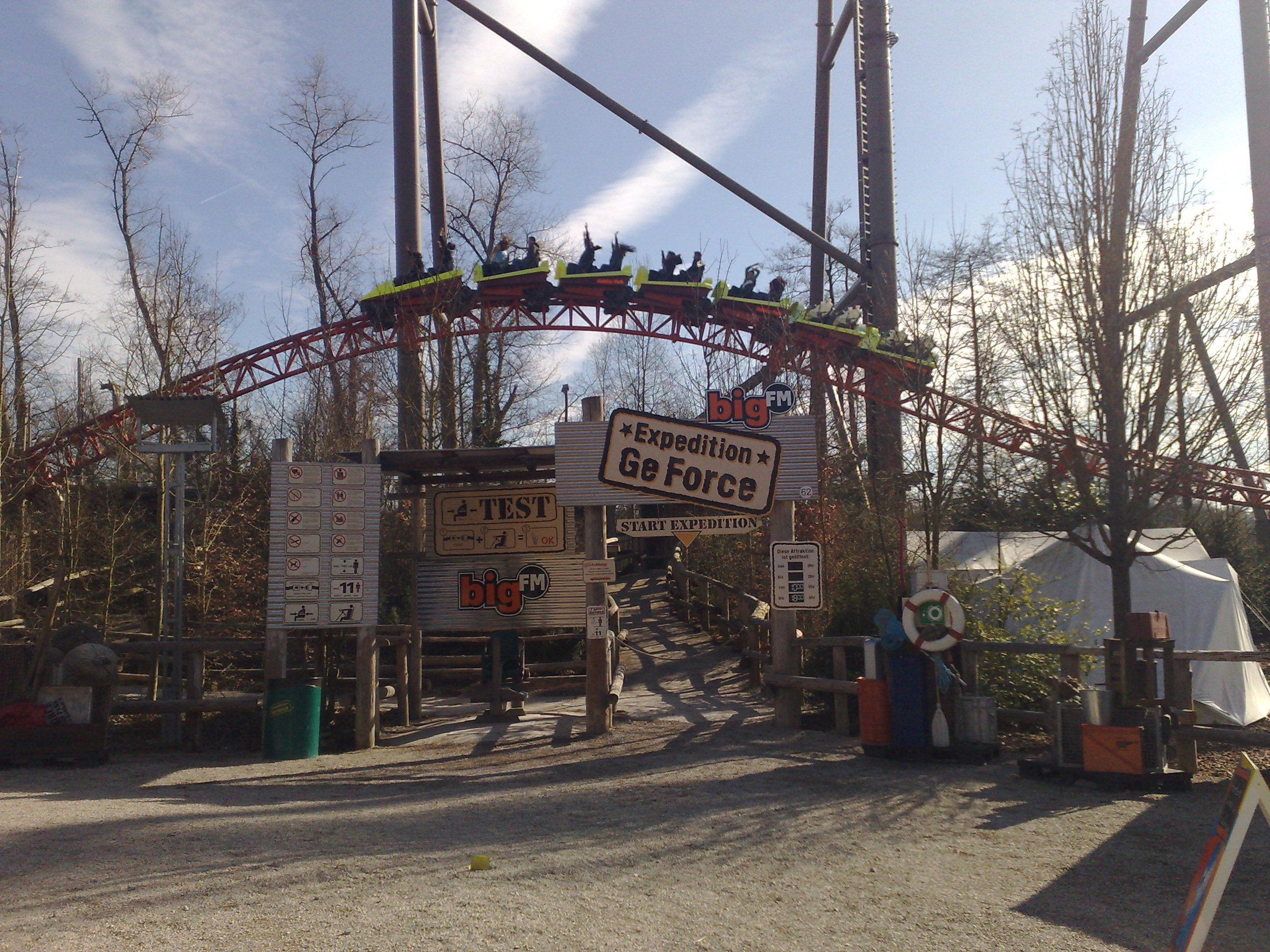
Der Eingang zum Wartebereich von Expedition GeForce
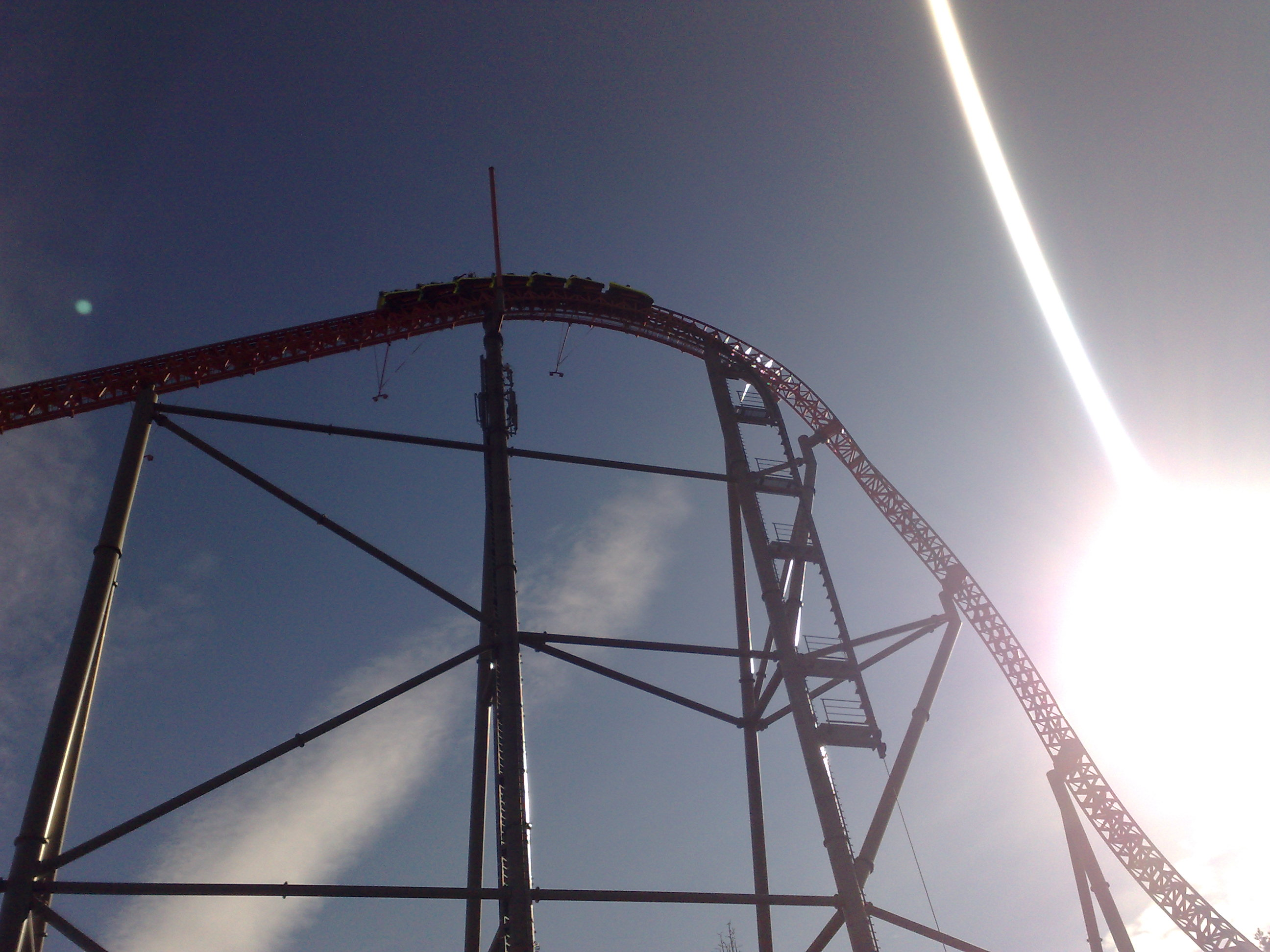
Der Lifthill mit seinem First Drop
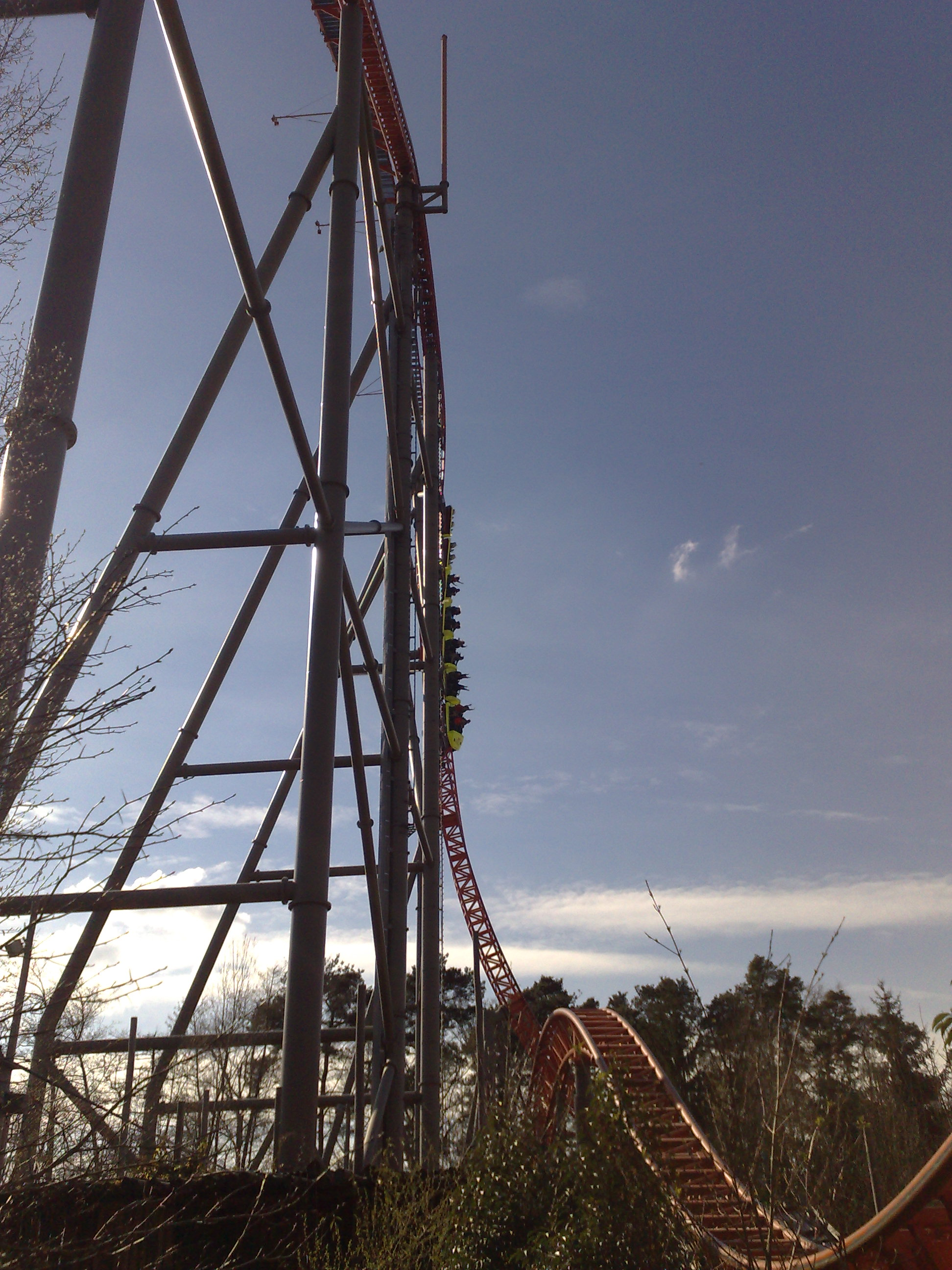
Der First Drop
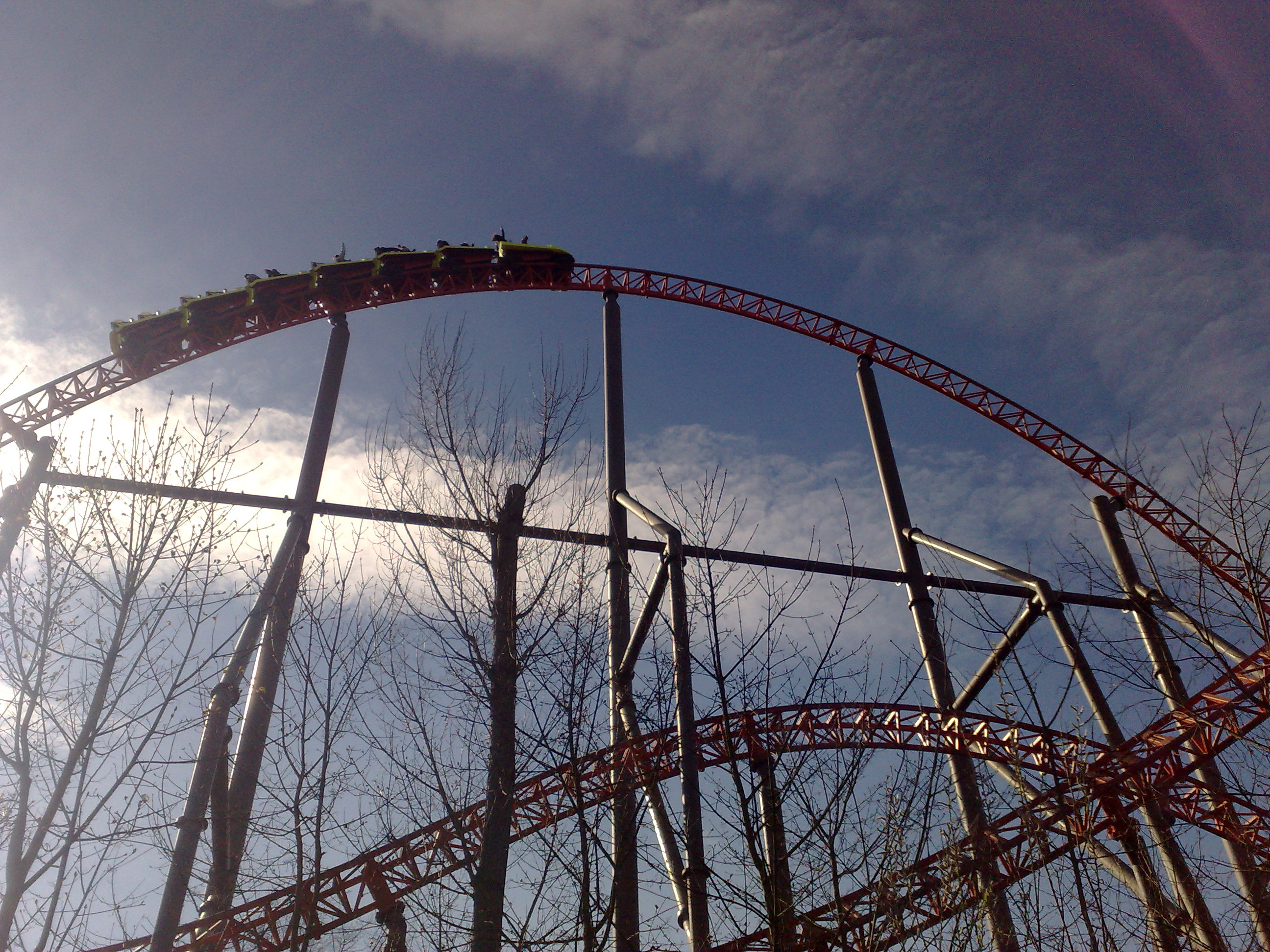
Der große Hügel
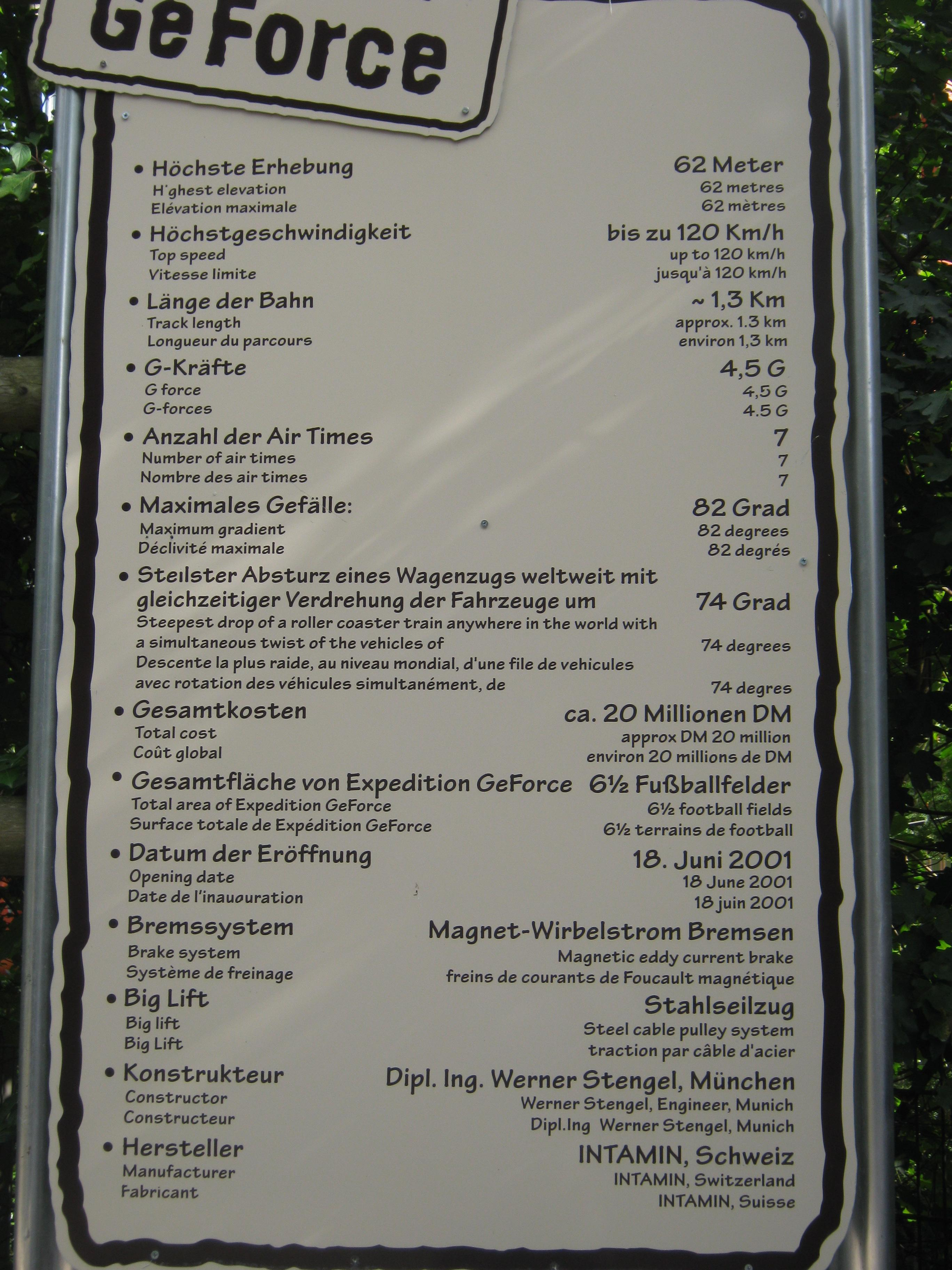
Informationen zur Bahn